# Lorna Shore
Lorna Shore is een Amerikaanse deathcoreband uit Warren County, New Jersey. De groep werd opgericht in 2010 en bestaat sinds eind 2021 uit leadgitarist Adam De Micco, drummer Austin Archey, slaggitarist Andrew O'Connor, bassist Michael Yager en zanger Will Ramos. Ze hebben anno 2022 vier ep's en drie albums uitgebracht.

## Geschiedenis

### Vroege releases, Psalms enFlesh Coffin(2010-2018)
De eerste ep van de band, Triumph, uitgebracht in 2010, had een uitgesproken metalcore-geluid, maar grensde af en toe aan deathcore. De tweede ep Bone Kingdom was de eerste die een echte deathcore-stijl had, zij het een meer ongenuanceerd geluid dat doet denken aan bands als Chelsea Grin en Oceano.
Maleficium, de derde ep, werd uitgebracht in december 2013. Het bereikte nummer 3 op de iTunes Metal Chart en werd ook uitgebracht als een digipak-cd, waardoor het de eerste niet-digitale Lorna Shore-release was. De band distantieert zich en negeert zichzelf van releases voorafgaand aan Maleficium en beschouwt de ep als de "wedergeboorte en het echte startpunt van hun carrière". De band speelt tot op de dag van vandaag nog steeds nummers van de ep.
Op 14 februari 2014 kondigde de band via Twitter aan dat ze op tournee gingen. Al sinds voordat ze hun debuutalbum uitbrachten, toerden ze met artiesten als The Black Dahlia Murder, Archspire, Oceano, Fallujah, Fit for an Autopsy, Cattle Decapitation, Dying Fetus, Deicide, Upon a Burning Body, The Last Ten Seconds of Life, Chelsea Grin en Within the Ruins.
Het debuutalbum Psalms werd op 9 juni uitgebracht via Density Records. Het album werd geproduceerd door Fit for an Autopsy-gitarist Will Putney bij The Machine Shop.
Op 21 september 2016 kondigde Lorna Shore aan dat ze hadden getekend bij Outerloop Records en hun tweede album Flesh Coffin zouden uitbrengen op 17 februari 2017. Het album werd geproduceerd door Carson Slovak en Grant McFarland bij Atrium Audio, die bekend staan om hun samenwerking met bands als August Burns Red en Rivers of Nihil. Ze brachten op 17 november 2016 een single uit met de titel "Denounce The Light".
Begin 2017 kondigde bassist en oprichter Gary Herrera zijn vertrek uit de band aan, waarbij hij zijn gebrek aan verlangen en passie voor de muziek als zijn belangrijkste redenen noemde. Flesh Coffin zou vervolgens de laatste release zijn met Herrera en zanger Tom Barber, de enige oprichters die nog over waren.

### Barber's vertrek, beschuldigingen McCreery enImmortal(2018-2020)
Zanger en oprichter Barber bevestigde dat hij Lorna Shore in april 2018 had verlaten om zich bij Chelsea Grin aan te sluiten als hun zanger, ter vervanging van Alex Koehler, die eerder in het jaar vertrok. Lorna Shore gaf een verklaring af en verzekerde hun fanbase dat ze zouden doorgaan zonder Barber. CJ McCreery van de in Pittsburgh gevestigde deathcore-band Signs of the Swarm werd vervolgens aangekondigd als zijn vervanger nadat er al een tijdje geruchten waren. Nadat McCreery zich bij Lorna Shore had aangesloten, bracht de band twee singles uit, getiteld "This Is Hell" en "Darkest Spawn". De band nam deel aan de Summer Slaughter Tour en ondersteunde Cattle Decapitation, Carnifex, The Faceless en verschillende anderen. Begin oktober kondigde Lorna Shore hun nieuwe album Immortal. De band ondersteunde dat najaar Fit For An Autopsy en Rivers of Nihil .
Op 23 december 2019 ontsloeg de band McCreery abrupt nadat een reeks beschuldigingen in de stijl van Weinstein met betrekking tot vermeend seksueel misbruik in zijn naam plaatsvonden. De beschuldigingen begonnen toen een ex-vriendin van McCreery begon met het posten van verhalen en screenshots van sms-berichten met details over misbruik-achtig gedrag dat naar verluidt plaatsvond tijdens hun vier jaar durende relatie. Hierna begonnen enkele anderen McCreery te beschuldigen van soortgelijk wangedrag. Anderhalve week later kondigde de band de annulering aan van een aanstaande tour in Azië en dat hun aankomende Immortal-album (dat was ontwikkeld met McCreery op zang) zou worden uitgesteld. Deze beweringen werden echter later ingetrokken omdat enige tijd later werd onthuld dat het album op de oorspronkelijk geplande datum van 31 januari zou worden uitgebracht, met de zangpartijen van McCreery.

### ...And I Return to Nothingness(2021-heden)
Ondanks de tegenslag veroorzaakt door de kwestie rondom McCreery, ging Lorna Shore door Europa touren ter ondersteuning van Immortal, waarbij zanger Will Ramos (voorheen zanger van Monument of a Memory en A Wake in Providence) als vervanger werd aangetrokken. Alle verdere activiteiten werden stopgezet als gevolg van de coronapandemie .
Op 11 juni 2021 keerde de band terug met een nieuw nummer getiteld "To the Hellfire" en werd Ramos aangekondigd als hun nieuwe permanente zanger. Ze kondigden ook details aan van hun nieuwe ep ...And I Return to Nothingness. Het is de eerste ep van de band sinds hun doorbraak met Maleficium uit 2013.
"To the Hellfire" werd een viraal succes voor de band, met een piek op nummer 1 op de iTunes metal chart een week na het uitbrengen. Het werd ook door de lezers van Revolver Magazine uitgeroepen tot het "Beste nummer van 2021 tot nu toe". Het heeft ook "Immortal" ingehaald als het meest gestreamde nummer van de band op Spotify met meer dan 4 miljoen streams. "To the Hellfire" werd door Loudwire verkozen tot het beste metalnummer van 2021.
De ep werd uitgebracht op 13 augustus 2021 met positieve recensies voor het titelnummer. Ricky Aarons die voor Wall of Sound schreef, recenseerde de ep en het titelnummer: "De band gaat door met het epische voertuig van vernietiging, maar verandert een beetje van tact, op een manier die doet denken aan hun eerdere werk... De technische details en snelheid van de riffs zijn ongelooflijk. Opnieuw slaat Ramos geen detail over in elke tekst die hij laat horen... Hij overweegt welke regels hoog of laag eindigen en deze minutieuze details zijn make-or-break. In plaats van dat het nummer zich concentreert op afbraak, gaat het meer om standvastige blastbeats en het technische element van deze geweldige band."

## Personele bezetting
Huidige leden
- Adam De Micco – leidende gitaar (2010–heden)
- Austin Archey – slagwerk (2012–heden)
- Andrew O’Connor – slaggitaar  (2019–heden)
- Will Ramos – zang (2021–heden)
- Michael Yager – bas  (2021–heden)

Voormalige leden
- Tom Barber – zang (2010–2018)
- Gary Herrera – bas (2010–2017)
- Jeff Moskovciak – slaggitaar (2010–2011)
- Scott Cooper – slagwerk (2010–2011)
- Aaron Brown – sologitaar (2010)
- Connor Deffley – slaggitaar (2015–2019)
- CJ McCreery – zang (2018–2019)

Tijdlijn

## Discografie

### Studioalbums
| Titel                                    | Details                                                     |
| ---------------------------------------- | ----------------------------------------------------------- |
| Psalms                                   | uitgebracht: 9 juni 2015 label: Density Records             |
| Flesh Coffin                             | uitgebracht: 17 februari 2017 label: Outerloop Records      |
| Immortal                                 | uitgebracht: 31 januari 2020 label: Century Media Records   |
| Pain Remains                             | uitgebracht: 14 oktober 2022 label: Century Media Records   |
| I Feel the Everblack Festering Within Me | uitgebracht: 12 september 2025 label: Century Media Records |

### Ep's
| Titel                          | Details                                                    |
| ------------------------------ | ---------------------------------------------------------- |
| Triumph                        | uitgebracht: 7 oktober 2010 label: in eigen beheer         |
| Bone Kingdom                   | uitgebracht: 16 februari 2012 label: in eigen beheer       |
| Maleficium                     | uitgebracht: 20 december 2013 label: in eigen beheer       |
| ...And I Return to Nothingness | uitgebracht: 13 augustus 2021 label: Century Media Records |

### De Zwaarste Lijst
| Nummer                            | 2009* | 2010* | 2011* | 2012* | 2013 | 2014 | 2015 | 2016 | 2017 | 2018 | 2019 | 2020 | 2021 | 2022 | 2023 | 2024 | 2025 |
| --------------------------------- | ----- | ----- | ----- | ----- | ---- | ---- | ---- | ---- | ---- | ---- | ---- | ---- | ---- | ---- | ---- | ---- | ---- |
| Welcome Back, O’ Sleeping Dreamer | -     | -     | -     | -     | -    | -    | -    | -    | -    | -    | -    | -    | -    | -    | -    | 47   | 28   |

- Tot 2012 had de Zwaarste Lijst 70 plaatsen. Dit werd vanaf 2013 verminderd tot 66. In 2021 en 2022 bevatte de lijst 666 plaatsen.